# Het Grauwveen
Grauwveen is een beschermd natuurmonument met hoogveenresten in de Limburgse gemeente Horst aan de Maas. In 1987 werd het aangekocht door Staatsbosbeheer dat in 1994 de gehele Deurnsche Peel in eigendom kreeg. Als onderdeel hiervan maakt het samen met de Mariapeel deel uit van het Natura 2000-gebied Deurnsche Peel & Mariapeel.
Grauwveen ligt direct ten noorden van de Mariapeel, daarvan slechts gescheiden door de spoorlijn Helmond-Venlo. Het is te bereiken vanaf de Dorperpeelweg, de route tussen Griendtsveen en Ysselsteyn.

## Aardkundige waarde
In de Peel is Grauwveen een van de weinige plekken waar de bovenste veenlaag niet systematisch is afgegraven. Die laag staat bekend als bonkaarde, vale turf of grauwveen. In het overgrote deel van de Peel werd deze laag begin 20ste eeuw afgegraven voor de productie van turfstrooisel. Het gebied heeft een zekere aardkundige waarde omdat hier nog een relatief compleet hoogveenprofiel te vinden is, al is de bodem door verdroging en veraarding niet onveranderd gebleven.

## Flora en fauna
Het gebied kent droge en natte heide, loofbos en moeras. Er zijn nog kleine stukken met levend hoogveen en er is regenerend hoogveen in het beginstadium. Een belangrijk deel van de begroeiing bestaat uit berken-eikenbos en adelaarsvaren. Verspreid liggende kleinschalige turfafgravingen, zogenoemde boerenkuilen, zijn vochtige biotopen waar hoogveen een kans op herstel heeft.
Het relatief ongerepte terrein is bij verschillende diersoorten intrek als rustgebied. Het beheer is verder onder meer gericht op gunstige condities voor de gladde slang en vlinders als het spiegeldikkopje en het heideblauwtje.

## Uitbreiding
In het kader van de voltooiing van de ecologische hoofdstructuur van Nederland (EHS) worden de landbouwgronden rond Grauwveen door de overheid aangekocht. Hierdoor zal het in de toekomst  mogelijk zijn de waterhuishouding zo te veranderen dat het gebied natter wordt. Dat is in het belang van de hoogveen aangroei en ook gunstig voor trekvogels, waaronder rietganzen en kraanvogels.